# Blind Willie McTell
Pour les articles homonymes, voir Blind et McTell.
Pour la chanson de Bob Dylan, voir Blind Willie McTell (chanson).
Willie Samuel Mc Tear, dit Blind Willie McTell est un chanteur et guitariste de blues américain né à McDuffie en Géorgie[réf. souhaitée], probablement le 5 mai 1898 et mort à Almon, Géorgie[réf. souhaitée] le 19 août 1959.

## Biographie
Willie apprend la guitare avec sa mère au début de son adolescence. Jusqu'au début des années 1920, il joue dans les carnavals et des concerts, y compris « John Roberts Plantation Show ». Dans le même temps, il va dans des écoles pour aveugles à New York et en Géorgie, où il a appris à lire en braille. Willie devient un musicien accompli, capable de lire et écrire la musique en braille.
McTell réalise son premier enregistrement en 1927 sur Victor Records à Atlanta. Avant la Deuxième Guerre mondiale, il enregistre beaucoup, pour de nombreux labels et sous divers surnoms comme « Blind Willie », « Georgia Bill », « Hot Shot Willie », « Blind Sammie », « Barrel House Sammy » et « Pig 'n' Whistle ».
Il jouait notamment en finger-picking sur une guitare douze cordes. Son style particulier mêlait le son cru du Delta blues et celui plus élaboré du East Coast blues.

## Hommages
- En 1983, Bob Dylan enregistre la chanson Blind Willie McTell, dédiée au chanteur.
- En 2000, The White Stripes lui dédient leur album De Stijl.
- En octobre 2012, Francis Cabrel reprend le titre de Bob Dylan Blind Willie Mc Tell qu'il adapte en Français, sur l'album Vise le Ciel, arrangé avec Michel Françoise.
- En 2013, Moriarty joue dans son album de reprises Fugitives la chanson The Dying Crapshooter Blues.